# Brennabor 1 Liter

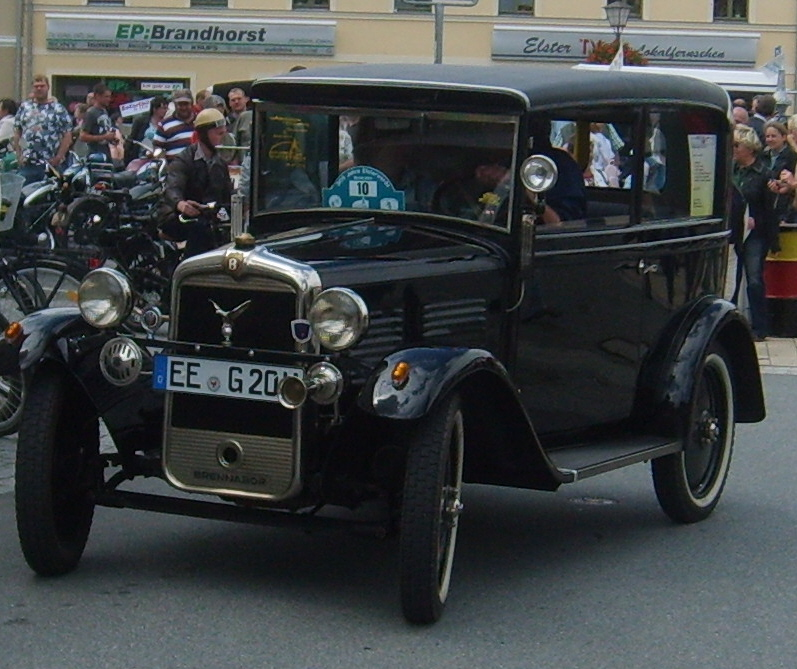
Brennabor Typ C

Der Brennabor 1 Liter Typ C ist ein Kleinwagen, den die Brennabor-Werke 1931 herausbrachten.
Das Fahrzeug hatte einen Vierzylinder-SV-Reihenmotor mit 1 Liter Hubraum vorne eingebaut. Er entwickelte 20 PS bei 2800/min. Über eine Einscheibentrockenkupplung und ein Dreiganggetriebe mit Schalthebel in der Wagenmitte trieb er die Hinterräder an. Die Wagen mit U-Profil-Pressstahl-Rahmen hatten Starrachsen mit halbelliptischen Längsblattfedern hinten und geschobene Deichselachsen mit Querblattfedern vorn und waren als zweitürige Limousine, zweitüriges Cabriolet oder zweitüriger Roadster, jeweils mit zwei oder 2+2 Sitzen, verfügbar. Die mechanische Fußbremse wirkte auf alle vier Räder, die Handbremse auf die Hinterräder. Von dem Fahrzeug konnten in zwei Jahren nur etwa 1000 Exemplare verkauft werden.
Daher überarbeitete man das Konzept und stellte 1933 den Brennabor 1 Liter Typ D vor. Der Wagen war etwas größer und hatte um 2 PS mehr Leistung. Auch diesem Modell war kein Erfolg beschieden. Im einzigen Produktionsjahr entstanden ebenfalls nur etwa 1000 Stück.

## Technische Daten
| Typ                   | C                          | D                          |
| Bauzeitraum           | 1931 - 1933                | 1933                       |
| Aufbauten             | L2, Cb2, R2                | L2, Cb2, R2                |
| Motor                 | 4 Zyl. Reihe 4 Takt        | 4 Zyl. Reihe 4 Takt        |
| Ventile               | stehend (SV)               | stehend (SV)               |
| Bohrung × Hub         | 62 mm × 83 mm              | 62 mm × 83 mm              |
| Hubraum               | 995 cm³                    | 995 cm³                    |
| Leistung (PS)         | 20                         | 22                         |
| Leistung (kW)         | 14,7                       | 16,2                       |
| bei Drehzahl (1/min.) | 2800                       | 3000                       |
| Drehmoment (Nm)       |                            |                            |
| bei Drehzahl (1/min.) |                            |                            |
| Verdichtung           | 5,2 : 1                    | 5,3 : 1                    |
| Verbrauch             | 8 l / 100 km               | 8 l / 100 km               |
| Getriebe              | 3 Gang mit Mittelschaltung | 3 Gang mit Mittelschaltung |
| Höchstgeschwindigkeit | 75 km/h                    | 75 km/h                    |
| Leergewicht           | 600 – 700 kg               | 725 – 735 kg               |
| Zul. Gesamtgewicht    | 900 – 1000 kg              | 1050 – 1060 kg             |
| Elektrik              | 6 Volt                     | 6 Volt                     |
| Länge                 | 3300 mm                    | 3600 mm                    |
| Breite                | 1480 mm                    | 1580 mm                    |
| Höhe                  | 1675 mm                    | 1610 mm                    |
| Radstand              | 2300 mm                    | 2420 mm                    |
| Spur vorne / hinten   | 1250 mm / 1250 mm          | 1300 mm / 1300 mm          |
| Wendekreis            |                            |                            |
| Reifen                | 4,00-18" oder 4,50-18"     | 4,50-17"                   |

- L2 = 2-türige Limousine
- Cb2 = 2-türiges Cabriolet
- R2 = 2-türiger Roadster